# سنترال هاي (أوكلاهوما)
سنترال هاي (بالإنجليزية: Central High, Oklahoma)‏ هي بلدة أمريكية تقع في الولايات المتحدة في مقاطعة ستيفينز، أوكلاهوما. يقدر عدد سكانها بـ 1,199 نسمة ومساحتها 139.2 كم2 وترتفع عن سطح البحر 360 متر.

## التركيبة السكانية
حدّد مكتب تعداد الولايات المتحدة بيانات التركيبة السكانية لسنترال هاي في تعداد الولايات المتحدة. في ما يلي، التركيبة السكانية حسب تعدادي 2000 و2010.

### تعداد عام 2000
بلغ عدد سكان سنترال هاي 954 نسمة بحسب تعداد عام 2000، وبلغ عدد الأسر 352 أسرة وعدد العائلات 293 عائلة مقيمة في البلدة. في حين سجلت الكثافة السكانية 6.8 نسمة لكل كيلومتر مربع (17.6/ميل2). وبلغ عدد الوحدات السكنية 398 وحدة بمتوسط كثافة قدره 2.9 لكل كيلومتر مربع (7.5/ميل2).
وتوزع التركيب العرقي للبلدة بنسبة 92.66% من البيض و0.10% من الأمريكيين الأفارقة و3.04% من الأمريكيين الأصليين و0.73% من الأعراق الأخرى و3.46% من عرقين مختلطين أو أكثر و2.41% من الهسبانيون أو اللاتينيون من أي عرق.
بلغ عدد الأسر 352 أسرة كانت نسبة 40.3% منها لديها أطفال تحت سن الثامنة عشر تعيش معهم، وبلغت نسبة الأزواج القاطنين مع بعضهم البعض 73.9% من أصل المجموع الكلي للأسر، ونسبة 6.5% من الأسر كان لديها معيلات من الإناث دون وجود شريك،  بينما كانت نسبة 2.8% من الأسر لديها معيلون من الذكور دون وجود شريكة وكانت نسبة 16.8% من غير العائلات. تألفت نسبة 14.8% من أصل جميع الأسر من عدة أفراد يعيشون في نفس المنزل ونسبة 6.2% كانت تتألف من شخص يعيش بمفرده يبلغ من العمر 65 عاماً أو أكثر. وبلغ متوسط حجم الأسرة المعيشية 2.71، أما متوسط حجم العائلات فبلغ 2.98.
بلغ العمر الوسطي للسكان 38.5 عاماً. وكانت نسبة 27% من القاطنين تحت سن الثامنة عشر، وكانت نسبة 6.2% بين الثامنة عشر والرابعة والعشرين عاماً، ونسبة 28.1% كانت واقعةً في الفئة العمرية ما بين الخامسة والعشرين والرابعة والأربعين عاماً، ونسبة 24.8% كانت ما بين الخامسة والأربعين والرابعة والستين، ونسبة 13.8% كانت ضمن فئة الخامسة والستين عاماً فما فوق. يوجد لكل 100 أنثى 106.9 ذكر، ويوجد لكل 100 أنثى في الثامنة عشر من عمرها فما فوق 102.3 ذكر.
بلغ متوسط دخل الأسرة في البلدة 38,125 دولارًا، أما متوسط دخل العائلة فبلغ 40,104 دولارًا. وكان متوسط دخل الذكور 34,130 دولارًا مقابل 22,273 دولارًا للإناث. وسجل دخل الفرد الخاص بالبلدة 16,679 دولارًا. وكانت نسبة 11.8% من العائلات ونسبة 14.1% من السكان تحت خط الفقر، وكان من هؤلاء نسبة 15.3% تحت سن الثامنة عشر ونسبة 10% في الخامسة والستين من العمر وما فوق.

### تعداد عام 2010
بلغ عدد سكان سنترال هاي 1,199 نسمة بحسب تعداد عام 2010، وبلغ عدد الأسر 445 أسرة وعدد العائلات 351 عائلة مقيمة في البلدة. في حين سجلت الكثافة السكانية 8.6 نسمة لكل كيلومتر مربع (22.3/ميل2). وبلغ عدد الوحدات السكنية 484 وحدة بمتوسط كثافة قدره 3.5 لكل كيلومتر مربع (9.1/ميل2).
وتوزع التركيب العرقي للبلدة بنسبة 90.91% من البيض و0.58% من الأمريكيين الأفارقة و3.42% من الأمريكيين الأصليين و0.17% من الأمريكيين ذوي الأصول الآسيوية و1.33% من الأعراق الأخرى و3.59% من عرقين مختلطين أو أكثر و3.42% من الهسبانيون أو اللاتينيون من أي عرق.
بلغ عدد الأسر 445 أسرة كانت نسبة 38.9% منها لديها أطفال تحت سن الثامنة عشر تعيش معهم، وبلغت نسبة الأزواج القاطنين مع بعضهم البعض 66.5% من أصل المجموع الكلي للأسر، ونسبة 9% من الأسر كان لديها معيلات من الإناث دون وجود شريك،  بينما كانت نسبة 3.4% من الأسر لديها معيلون من الذكور دون وجود شريكة وكانت نسبة 21.1% من غير العائلات. تألفت نسبة 18.4% من أصل جميع الأسر من عدة أفراد يعيشون في نفس المنزل ونسبة 7.6% كانت تتألف من شخص يعيش بمفرده يبلغ من العمر 65 عاماً أو أكثر. وبلغ متوسط حجم الأسرة المعيشية 2.69، أما متوسط حجم العائلات فبلغ 3.05.
بلغ العمر الوسطي للسكان 39.5 عاماً. وكانت نسبة 27.8% من القاطنين تحت سن الثامنة عشر، وكانت نسبة 6.6% بين الثامنة عشر والرابعة والعشرين عاماً، ونسبة 23.5% كانت واقعةً في الفئة العمرية ما بين الخامسة والعشرين والرابعة والأربعين عاماً، ونسبة 27.8% كانت ما بين الخامسة والأربعين والرابعة والستين، ونسبة 14.3% كانت ضمن فئة الخامسة والستين عاماً فما فوق. وتوزع التركيب الجنسي للسكان بنسبة 50.3% ذكور و49.7% إناث.